# Linia kolejowa Bobrujsk – Rabkor
Linia kolejowa Bobrujsk – Rabkor – linia kolejowa na Białorusi łącząca stację Bobrujsk ze ślepą stacją Rabkor.
Znajduje się w obwodach mohylewskim i homelskim. Linia na całej długości jest niezelektryfikowana i jednotorowa.

## Historia
Linia kolejowa Bobrujsk – Staruszki powstała w latach 30. XX w. Łączyła ona linię Mińsk – Homel z linią z Kalinkowicz do przejścia granicznego z Polską w Żytkowiczach. W wyniku działań wojennych II wojny światowej linia została poważnie uszkodzona. Po wojnie postanowiono nie odbudowywać jej odcinka Staruszki – Rabkor, czyniąc Rabkor stacją krańcową, a linię ślepą.
Linia początkowo leżała w Związku Sowieckim. Od 1991 położona jest na Białorusi.